# Maria Federici
Maria Federici, nata Anna Maria Agamben, (L'Aquila, 19 settembre 1899 – Roma, 28 luglio 1984) è stata una politica, antifascista e partigiana italiana, deputata per la Democrazia Cristiana nell'Assemblea Costituente e alla Camera dei deputati.

## Biografia

### Primi anni (1899-1939)
Anna Maria Agamben nacque all'Aquila nel 1899 da una famiglia benestante di origini armene. Compì i primi studi nel capoluogo abruzzese, per poi laurearsi a Roma in lettere; dopo il conseguimento del titolo universitario, si dedicò all'insegnamento di lettere e storia nelle scuole superiori. Nella capitale conobbe inoltre il commediografo concittadino Mario Federici, che sposò nel 1926.
Per sfuggire alle limitazioni imposte dal regime fascista, nel 1929 la coppia emigrò all'estero, in Bulgaria, in Egitto e infine a Parigi; la Federici continuò la professione di insegnante negli istituti italiani di cultura. Nella capitale francese iniziò ad avvicinarsi alla politica, frequentando ambienti antifascisti e femministi di esuli italiani.

### Attività politica (1939-1953)
Nel 1939 i Federici rientrarono in Italia e Maria entrò a far attivamente parte della Resistenza della capitale; fu attiva anche nei settori sindacali e femministi, diventando delegata dell'Unione donne dell'Azione Cattolica italiana. Nel 1944 fu eletta delegata al Congresso costitutivo dell'Associazioni Cristiane Lavoratori Italiani (ACLI), prima donna a rivestire tale ruolo. Tra il 1944 e il 1945 partecipò alla fondazione del Centro italiano femminile (CIF), di cui fu la prima presidente fino al 1950.
Alle elezioni politiche del 1946 si candidò per l'Assemblea costituente nella circoscrizione Perugia-Terni-Rieti, optando poi però per la nomina nel collegio unico nazionale; risultò quindi una delle 21 donne elette all'Assemblea costituente, dove sedette come componente del gruppo parlamentare Democratico Cristiano. Insieme ad Nilde Iotti (PCI), Lina Merlin (PSI), Teresa Noce (PCI) e Ottavia Penna Buscemi (UQ) fu una delle cinque donne entrate a far parte della commissione speciale incaricata di elaborare e proporre il progetto di Costituzione da discutere in aula, divenuta nota col nome di Commissione dei 75; in particolare lavorò nella terza sottocommissione, relativa ai diritti e doveri economico-sociali. Nel 1947 fondò l'Associazione Nazionale Famiglie Emigrate (ANFE), il cui scopo era aiutare appunto le famiglie costrette all'emigrazione dai propri territori d'origine, e ne fu presidente fino al 1981.
Alle elezioni politiche del 1948 si candidò nella medesima circoscrizione per la Camera dei deputati, venendo eletta per la prima legislatura repubblicana. Fu componente della XI Commissione (Lavoro e Previdenza sociale) per l'intera durata del mandato e della Commissione parlamentare di inchiesta sulla disoccupazione dal maggio del 1951. Nel 1950 fondò insieme alle colleghe Lina Merlin, Angela Guidi Cingolani e Maria De Unterrichter Jervolino il Comitato italiano di difesa morale e sociale della donna (CIDD), il cui scopo era il contrasto alla prostituzione femminile. Finito il mandato da deputata nel giugno del 1953, non si ricandidò alle elezioni di quell'anno, abbandonando la vita politica attiva.

### Attività sociale e letteraria (1953-1984)
Mantenne impegni in ambito sociale, soprattutto nell'ambito di azione dell'ANFE (Associazione Nazionale Famiglie Emigrati), fondata l'8 marzo 1947 insieme altre figure femminili rilevanti all'epoca, come Fedra Farolfi.
Si dedicò anche alla scrittura; in particolare, nel 1957 pubblicò il saggio Il cesto di lana, nel quale espone il suo pensiero sulla questione della donna italiana del dopoguerra.

## Opere
- Maria Federici Agamben, Il cesto di lana, Roma, SALES, 1957